# See My Friends/Never Met a Girl Like You Before
See My Friends/Never Met a Girl Like You Before è l'ottavo singolo discografico dei The Kinks, pubblicato nel 1965. Raggiunse la posizione numero 10 della Official Singles Chart

## Tracce
1. See My Friends – 2:44 (Ray Davies)
2. Never Met a Girl Like You Before – 2:04 (Ray Davies)

Durata totale: 4:48

## I brani
See My Friends
Si tratta di una delle rare escursioni dei Kinks nel rock psichedelico, spesso indicata come la prima canzone rock occidentale ad incorporare elementi di musica tradizionale indiana, essendo stata pubblicata sei mesi prima della celebre Norwegian Wood (This Bird Has Flown) dei Beatles.
La traccia viene spesso erroneamente citata con il titolo See My Friend, senza la "s" finale, poiché così venne trascritta sulla copertina delle prime copie del singolo pubblicate nel Regno Unito. Tuttavia, il sito internet Kassner Music, che detiene i diritti di pubblicazione della canzone, indica come titolo corretto See My Friends, che sono inoltre le parole che Davies canta chiaramente nel brano.
Si dice che Ray Davies abbia confessato che la canzone tratti della morte della sua sorella maggiore, Rene, vissuta per un lungo periodo in Canada. Al suo ritorno in Inghilterra, la donna si ammalò a causa di una malformazione cardiaca non diagnosticata, e morì mentre ballava in un locale notturno. Poco tempo prima di morire, aveva regalato la prima chitarra a Davies in occasione del suo tredicesimo compleanno.
L'ispirazione per il brano venne a Davies nel corso di una sosta a Bombay durante il tour asiatico dei Kinks del 1965, dove, scombussolato dal jetlag, Ray incontrò un pescatore che cantava mentre andava al lavoro una mattina.
Shel Talmy, il produttore che si occupò della registrazione di See My Friends, ha affermato nel corso di diverse interviste che la canzone era stata ispirata da Jon Mark.
Da sempre molto legato alla canzone, Ray Davies ha intitolato il suo album solista del 2010 proprio See My Friends.

## Cover
Richard Thompson ha reinterpretato See My Friends nel suo album dal vivo 1000 Years of Popular Music del 2003.